# Жиєналинський сільський округ
Жиєнали́нський сільський округ (каз. Жиеналы ауылдық округі, рос. Жиеналинский сельский округ) — адміністративна одиниця у складі Жанасемейського району Абайської області Казахстану. Адміністративний центр — село Букенчі.
Населення — 721 особа (2021; 981 у 2009, 1008 у 1999, 1540 у 1989).
Станом на 1989 рік існувала Жиєналинська сільська рада (села Букенчі, Маралди, Ушаша) з центром у селі Букенчі колишнього Жанасемейського району.

## Склад
До складу округу входять такі населені пункти:
| Населений пункт | Старі назви | Населення, осіб (1989) | Населення, осіб (1999) | Населення, осіб (2009) | Населення, осіб (2021) |
| --------------- | ----------- | ---------------------- | ---------------------- | ---------------------- | ---------------------- |
| Букенчі, село   | -           | 1099                   | 828                    | 786                    | 615                    |
| Маралди, село   | -           | 304                    | 180                    | 195                    | 106                    |
| Ушаши, село     | -           | 137                    | -                      | -                      | -                      |